# Sachiko Hidari
Sachiko Hidari,  (左 幸子?, Hidari Sachiko) nata Sachiko Nukamura (Toyama, 29 giugno 1930 – Tokyo, 7 novembre 2001), è stata un'attrice e regista giapponese.

## Biografia
Dopo aver lavorato come insegnante di musica e ginnastica in una scuola superiore, nel 1952 Sachiko Hidari inizia a recitare con la compagnia indipendente Sogo Geijutsu. Le prime apparizioni significative sono in Un albergo di Osaka e Niwatori wa futatabi naku, diretti da Heinosuke Gosho nel 1954, ma è nel 1963 che riceve l'attenzione internazionale grazie ai film Kanojo to kare di Susumu Hani e Cronache entomologiche del Giappone di Shōhei Imamura, per i quali vince diversi premi tra i quali l'Orso d'argento per la migliore attrice alla 14ª edizione del Festival di Berlino.
Definita dallo scrittore Donald Richie "la Jennifer Jones giapponese", Sachiko Hidari è conosciuta soprattutto per le sue interpretazioni di donne indipendenti che si risvegliano dal ruolo passivo tradizionalmente assegnatogli in Giappone. In un'intervista del 1976 con la scrittrice Joan Mellen, ha affermato: «La gente comune è la base della vita giapponese, incluse le donne che sostengono la nostra intera società... Dobbiamo insistere affinché le nostre voci vengano ascoltate, le donne giapponesi sono circa un centinaio di anni indietro rispetto alle donne occidentali».
Nel 1978 scrive e dirige Toi ippon no michi, diventando all'epoca la terza donna regista giapponese dopo Kinuyo Tanaka e Sakane Tazuko. Il film, che descrive le condizioni al limite della povertà in cui gli operai ferroviari sono costretti a vivere, viene finanziato dal sindacato dei lavoratori delle ferrovie e in Giappone rappresenta il primo scritto, prodotto, diretto e interpretato da una donna.
È morta a causa di un cancro ai polmoni il 7 novembre 2001, all'età di 71 anni, nel National Cancer Center di Tokyo.

### Vita privata
È stata sposata con il regista e sceneggiatore Susumu Hani, dal quale ha avuto un figlio, dal 1959 fino al divorzio avvenuto nel 1987.

## Filmografia

### Attrice
- Santa to Chiyonoyama, regia di Motoyoshi Oda (1952)
- Muntinlupa no yo wa fukete, regia di Nobuo Aoyagi (1952)
- Shishun no izumi, regia di Nobuo Nakagawa (1953)
- Un albergo di Osaka (Ōsaka no yado), regia di Heinosuke Gosho (1954)
- Wakaki hi no takuboku: Kumo wa tensai de aru, regia di Nobuo Nakagawa (1954)
- Geisha Hidekoma, regia di Takeshi Sato (1954)
- Okuman choja, regia di Kon Ichikawa (1954)
- Niwatori wa futatabi naku, regia di Heinosuke Gosho (1954)
- Ofukuro, regia di Seiji Hisamatsu (1955)
- Jochukko, regia di Tomotaka Tasaka (1955)
- Aogashima no kodomotachi - Onna kyōshi no kiroku, regia di Nobuo Nakagawa (1955)
- Jinsei tombo gaeri, regia di Masahiro Makino (1955)
- Fūsen, regia di Yūzō Kawashima (1956)
- Kamisaka Shirō no hanzai, regia di Seiji Hisamatsu (1956)
- Ombre in pieno giorno (Mahiru no ankoku), regia di Tadashi Imai (1956)
- Tokyo no hito, regia di Katsumi Nishikawa (1956)
- Fukushū wa dare ga yaru, regia di Hiroshi Noguchi (1957)
- Shiawase wa oira no negai, regia di Jūkichi Uno (1957)
- Bakumatsu taiyōden, regia di Yūzō Kawashima (1957)
- Yūwaku, regia di Kō Nakahira (1957)
- Kunin no shikeishû, regia di Takumi Furukawa (1957)
- Danryu, regia di Yasuzō Masumura (1957)
- Shundeini, regia di Yutaka Abe (1958)
- Fumihazushita haru, regia di Seijun Suzuki (1958)
- Gomen asobase hanamuko sensei, regia di Shigeo Tanaka (1958)
- Niguruma no uta, regia di Satsuo Yamamoto (1959)
- Hanran, regia di Yasuzō Masumura (1959)
- Senbazuru hichō, regia di Kenji Misumi (1959)
- Jokyō, regia di Kon Ichikawa, Yasuzō Masumura e Kōzaburō Yoshimura (1960)

- Ooe-yama Shuten-dōji, regia di Tokuzō Tanaka (1960)
- Dare yori mo kimi o aisu, regia di Shigeo Tanaka (1960)
- Kawaii mendori ga utatta, regia di Sōkichi Tomimoto (1961)
- Onna no tsurihashi, regia di Keigo Kimura (1961)
- Ao beka monogatari, regia di Yūzō Kawashima (1962)
- Mushukunin-betsuchō, regia di Kazuo Inoue (1963)
- Haikei tenno heika sama, regia di Yoshitarō Nomura (1963)
- Tsuma toiuna no onnatachi, regia di Masanori Kakei (1963)
- Kanojo to kare, regia di Susumu Hani (1963)
- Cronache entomologiche del Giappone (Nippon konchūki), regia di Shōhei Imamura (1963)
- Kiga kaikyō, regia di Tomu Uchida (1965)
- Goben no tsubaki, regia di Yoshitarō Nomura (1965)
- Kaachan to 11-nin no kodomo, regia di Heinosuke Gosho (1966)
- Andesu no hanayome, regia di Susumu Hani (1966)
- Onna no issho, regia di Yoshitarō Nomura (1967)
- Jinsei-gekijō: Hishakaku to kiratsune, regia di Tomu Uchida (1968)
- Kigeki: Onna ikitemasu, regia di Azuma Morisaki (1971)
- Sotto la bandiera del Sol Levante (Gunki hatameku motoni), regia di Kinji Fukasaku (1972)
- Hadashi no Ge, regia di Tengo Yamada (1976)
- Wakai hito, regia di Yoshisuke Kawasaki (1977)
- Toi ippon no michi, regia di Sachiko Hidari (1978)
- Doppio suicidio a Sonezaki (Sonezaki shinju), regia di Yasuzō Masumura (1978)
- Mishima - Una vita in quattro capitoli (Mishima: A Life in Four Chapters), regia di Paul Schrader (1985)
- Ohaka to rikon, regia di Ryō Iwamatsu (1993)
- Tada hito tabi no hito, regia di Tetsu Katō (1993)
- Sukiyaki, regia di Junichi Suzuki (1995)

### Regista
- Faire l'amour... De la pilule à l'ordinateur (1971) - Co-regia con Jean-Gabriel Albicocco, Thomas Fantl e Gunnar Höglund
- Toi ippon no michi (1978)

## Televisione
- Music Fair (1965) - Programma tv
- Shin juyuu gakkou (1965) - Serie tv
- Kita no kazoku (1973) - Serie tv
- Mizumore Kôsuke (1974) - Serie tv
- Akai kizuna (1977) - Serie tv
- Nureta kokoro: Rezubian satsujin jiken, regia di Masaharu Segawa (1981) - Film tv
- No no kiyora yama no kiyora ni hikari sasu, regia di Yoshiki Nishimura (1983) - Film tv

## Riconoscimenti
- Awards of the Japanese Academy
  - 1979 – Candidatura al migliore attrice non protagonista per Doppio suicidio a Sonezaki

- Festival internazionale del cinema di Berlino
  - 1964 – Orso d'argento per la migliore attrice per Kanojo to kare e Cronache entomologiche del Giappone
  - 1978 – Nomination Orso d'oro per Toi ippon no michi

- Blue Ribbon Awards
  - 1964 – Blue Ribbon per la migliore attrice per Kanojo to kare e Cronache entomologiche del Giappone

- Kinema Junpo Awards
  - 1964 – Kinema Junpo Award per la migliore attrice per Kanojo to kare e Cronache entomologiche del Giappone

- Mainichi Film Concours
  - 1956 – Migliore attrice non protagonista per Ofukuro e Jinsei tombo gaeri
  - 1964 – Migliore attrice per Kanojo to kare e Cronache entomologiche del Giappone
  - 1966 – Migliore attrice per Kiga kaikyō
  - 1968 – Migliore attrice non protagonista per Onna no issho
  - 2002 – Premio speciale alla carriera